# Gerhard Krüger
Gerhard Krüger, född 5 mars 1925 i Berlin, död 29 april 2017 i samma stad, var en tysk travkusk och travtränare.

## Biografi

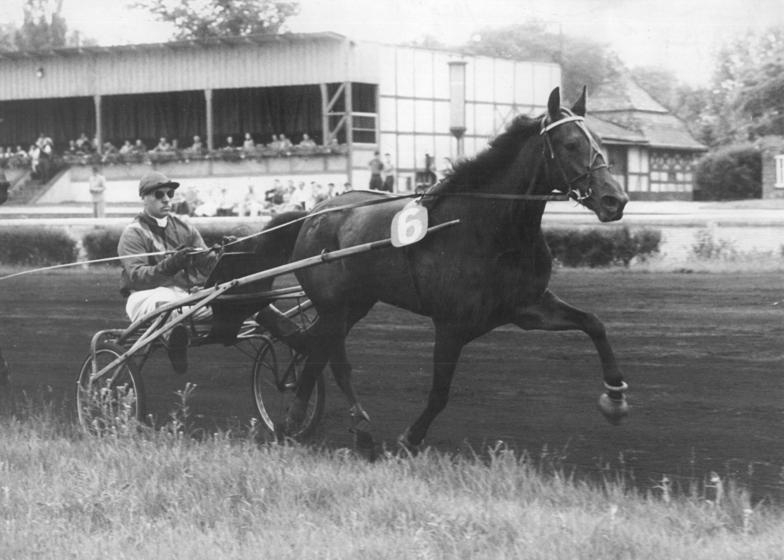
Gerhard Krüger, 1957.

Gerhard Krügers karriär inom travsporten började 1939, då han anställdes som lärling hos Bonny Schuller. Krüger vann där sin första seger den 6 juli 1940 och slutade 1943 sin anställning hos Schuller.
Efter lärlingstiden utbildades han inom Wehrmacht och skadades upprepade gånger under andra världskriget. Efter krigets slut vann han sin första guldhjälm 1949, vid 24 års ålder. Det året vann Krüger 114 segrar. Under de närmaste åren tog han sju kuskchampionat och fem tränarchampionat i Tyskland. År 1950 och 1953 delade Krüger titeln med Johannes Frömming. Krügers mest framgångsrika år var 1958 då han tog 273 segrar som kusk. Det året segrade han bland annat med Io d'Amour i 1958 års upplaga av Elitloppet på Solvalla.
På grund av det pågående bygget av Berlinmuren 1961 sökte sig Krüger utomlands, bland annat till Paris och sedan USA, där han vann  Transoceanic Trot med Ozo på Yonkers Raceway i New York 1962. 1964 sökte sig Krüger till Italien och italiensk travsport, där han vann flera lopp de följande åren.
Efter att ha arbetat som privattränare under flera år startade han sedan egen tränar- och avelsverksamhet nära Rom. Han hade sin största avelsframgång med hingsten Omsk, född 1989, som sprang in mer än en miljon euro i prispengar.

### Utmärkelser
Med 4 088 registrerade segrar som kusk i Tyskland (även om det totala antalet segrar är betydligt högre, eftersom han tillbringade större delen av sin karriär utomlands), räknas Krüger som en av Tysklands mest framgångsrika idrottsmän. Han är även invald i Tyska travsportens Hall of Fame

### Privatliv
Krüger återvände till Berlin tillsammans med sin fru Sibylle 2010. Deras son Steve har också varit verksam som travkusk. Krüger dog den 29 april 2017 på Wenckebachsjukhuset i Berlin-Tempelhof.